# Carl Johan af Nordin
Carl Johan af Nordin, född i 6 augusti 1785 i Valbo socken, Gävleborgs län, död där 8 juni 1850 var en svensk överståthållare.

## Biografi
af Nordin blev kornett vid Livgardet till häst 8 februari 1802, löjtnant 27 november 1806 och ryttmästare 9 september 1809. Han erhöll avsked med överstelöjtnants namn, heder och värdighet 14 november samma år.
af Nordin blev korrespondent av lantbruksakademin 1817, revisor i statsverket 1822. Han var ledamot av kungliga strömrensningskomitén mellan 1823 och 1827, och blev chef för magasinsdirektionens utredning 17 mars 1824, statssekreterare för krigsexpeditionen 17 maj 1825.
Han blev statsråd 16 januari 1828 och tillförordnad överståthållare från 24 oktober samma år till 7 oktober 1830.
Den 19 november 1831 blev han president i bergskollegiet och 7 februari 1835 ordförande i Göta kanaldirektionen. På begäran entledigad därifrån 1 februari 1836 och på begäran erhöll han avsked från presidentsämbetet 3 augusti 1839.
Nordin övertog 1823 Forsbacka bruk efter sin far och blev en av föregångsmännen i att organisera en modern, storskalig bruksdrift. Som riksdagsman från 1809 fick han tidigt uppmärksamhet riktad på sig för sina klara och skarpa yttranden. 1828 utnämndes han till statsråd och arbetade skickligt på att samla riksdagsopinionen för regeringens förslag. När han efter konflikter med kungen och skattekommittén avgick 1831 placerades han som president i Bergskollegium. I riksdagen närmade han sig oppositionen men drog sig efter riksdagen 1840/1841 tillbaka från politiken för att ägna sig helt åt driften av sina bruk i Forsbacka och Karmansbo, där han också lät inrätta barnskolor.
Tillsammans med sin fader blev Carl Johan af Nordin friherre 14 juni 1800.

## Hedersbetygelser
af Nordin blev riddare av Svärdsorden 4 september 1818 och kommendör av Nordstjärneorden 4 juli 1826. Den 31 augusti 1829 blev han riddare och kommendör av Kungl. Maj:ts Orden

## Familj
Carl Johan af Nordin var son till landshövdingen i Stora Kopparbergs län, friherre Johan Magnus af Nordin och Sara Lucia Indebetou, dotter till polisborgmästaren i Stockholm Johan Indebetou
af Nordin gifte 1810 med Margaretha Fredrica Falck, dotter till direktören och grosshandlaren i Stockholm Pehr Falck och Hedvig Magdalena Berg.